# Pseudanaesthetis mizunumai
Pseudanaesthetis mizunumai är en skalbaggsart som beskrevs av Hayashi 1974. Pseudanaesthetis mizunumai ingår i släktet Pseudanaesthetis och familjen långhorningar.
Artens utbredningsområde är Taiwan. Inga underarter finns listade i Catalogue of Life.